# Fiachra I Lonn
Fiachra I Lonn („Gwałtowny”) lub Fachtna mac Coilbad – król Dál nAraidi na terenie obecnego ulsterskiego hr. Antrim, wzmiankowany w 482 i 483 r., syn Caelbada (Coeluba), legendarnego króla Ulsteru i zwierzchniego króla Irlandii, stryj historycznego króla Dál nAraidi i Ulsteru, Eochaida V mac Condlai (zm. 553 r.).
Fiachra został umieszczony w Księdze z Leinteru na liście królów Dál nAraidi, jako następca swych braci, Sarana mac Caelbad oraz Condli (Conli) mac Coelbad (Coilbad) (MS folio 41e). W kronikach wzmiankowano Fiachrę, jako uczestnika bitwy pod Ocha (Faughan Hill, w pobliżu Kells) w 482 r., w której zginął arcykról Ailill IV Molt z Connachtu. Kronika Ulsteru podała, że był synem króla Dál nAraidi, zaś późniejsza kronika Chronicum Scotorum nazwała go królem tej krainy. Królestwo po nim objęli potomkowie jego brata, Condli mac Coelbad. Jego następcą został bratanek Eochaid mac Condlai.